# Selena Piek
Selena Piek (Blaricum, 30 settembre 1991) è una giocatrice di badminton olandese.

## Palmarès
- Giochi europei

Minsk 2019: oro nel doppio femminile.
- Europei

Kazan 2014: bronzo nel doppio femminile.
La Roche-sur-Yon 2016: argento nel doppio femminile e bronzo nel doppio misto.
Huelva 2018: bronzo nel doppio femminile.
- Campionati europei a squadre miste

Almere 2008: argento.